# Nigerianische Fußballnationalmannschaft
Die nigerianische Fußballnationalmannschaft ist eine der erfolgreichsten afrikanischen Fußballnationalmannschaften. Das auch Super Eagles genannte Team erreichte dreimal das Achtelfinale einer Fußball-Weltmeisterschaft, gewann dreimal die Afrikameisterschaft und wurde 1996 Olympiasieger.
Als 1945 die Nigeria Football Federation gegründet wurde, gab es im Land aber bereits einige Clubmannschaften und Turniere. Bereits 1949 soll Nigeria ein Spiel in Sierra Leone bestritten haben und in den 1950er Jahren trug Nigeria mehrere Spiele gegen die Goldküste, das spätere Ghana aus, die von der FIFA aber nicht als offizielle Länderspiele anerkannt werden, da alle zu der Zeit noch britische Kolonien waren.
Als das Land 1960 unabhängig wurde, war die NFA bereits Mitglied der FIFA und des Afrikanischen Fußballverbandes. Am 28. August 1960 fand dann das erste von der FIFA anerkannte Länderspiel Nigerias statt. In Accra unterlag man Ghana mit 1:4. In den 1970ern besaß die Stadt Lagos angeblich bereits mehr Fußballvereine als ganz Ostafrika zusammen, bis zum ersten großen Erfolg der Nationalmannschaft dauerte es noch: 1980 gewannen die Nigerianer den Afrika-Cup vor einer enthusiastischen Heimkulisse in Lagos.
Die Mannschaft, deren Jugendauswahl noch erfolgreicher spielt, konnte dauernden Erfolg unter Trainer Clemens Westerhof erringen.

## Trainer
| 1949      | Jack Finch          |
| 1954–1956 | Elliot Williams     |
| 1956–1960 | Les Courtier        |
| 1960–1961 | Dominic Taylor      |
| 1961–1963 | George Vardar       |
| 1963–1964 | Joey Blackwell      |
| 1964–1965 | Daniel Anyiam       |
| 1965–1968 | József Ember        |
| 1969–1970 | Peter Amaechina     |
| 1970–1971 | Karl-Heinz Marotzke |
| 1972–1973 | Jorge Penna         |
| 1974      | Karl-Heinz Marotzke |
| 1974–1978 | Tiko Jelisavčić     |
| 1979–1981 | Otto Glória         |
| 1981      | Gottlieb Göller     |
| 1983–1984 | Festus Onigbinde    |
| 1984–1985 | Chris Udemezue      |
| 1985–1986 | Patrick Ekeji       |
| 1987–1988 | Paul Hamilton       |
| 1988–1989 | Manfred Hoener      |
| 1989–1994 | Clemens Westerhof   |
| 1994–1995 | Shaibu Amodu        |
| 1995–1996 | Jo Bonfrere         |
| 1996–1997 | Shaibu Amodu        |
| 1997      | Philippe Troussier  |
| 1997–1998 | Monday Sinclair     |
| 1998      | Bora Milutinović    |
| 1999      | Thijs Libregts      |
| 1999–2001 | Jo Bonfrere         |
| 1989–1994 | Clemens Westerhof   |
| 1994–1995 | Shaibu Amodu        |

| 1995–1996 | Jo Bonfrere                  |
| 1996–1997 | Shaibu Amodu                 |
| 1997      | Philippe Troussier           |
| 1997–1998 | Monday Sinclair              |
| 1998      | Bora Milutinović             |
| 1999      | Thijs Libregts               |
| 1999–2001 | Jo Bonfrere                  |
| 2001–2002 | Shaibu Amodu                 |
| 2002      | Festus Onigbinde             |
| 2002–2005 | Christian Chukwu             |
| 2005–2007 | Augustine Eguavoen           |
| 2007–2008 | Berti Vogts                  |
| 2008      | James Peters                 |
| 2008–2010 | Shaibu Amodu                 |
| 2010      | Lars Lagerbäck               |
| 2010      | Augustine Eguavoen           |
| 2010–2011 | Samson Siasia                |
| 2011–2014 | Stephen Keshi                |
| 2014      | Shaibu Amodu                 |
| 2014      | Stephen Keshi                |
| 2014–2015 | Daniel Amokachi              |
| 2015      | Stephen Keshi                |
| 2015      | Shaibu Amodu (interim)       |
| 2015–2016 | Sunday Oliseh                |
| 2016      | Salisu Yusuf                 |
| 2016–2021 | Gernot Rohr                  |
| 2021–2022 | Augustine Eguavoen           |
| 2022–2024 | José Peseiro                 |
| 2024      | Finidi George                |
| 2024–2025 | Augustine Eguavoen (interim) |
| seit 2025 | Éric Chelle                  |

## Turniere

### Olympische Spiele
| 1960 in Rom   | nicht qualifiziert |
| 1964 in Tokio | nicht qualifiziert |

Nach 1964 nahm die A-Nationalmannschaft nicht mehr an den Olympischen Spielen und den Qualifikationsspielen dazu teil. Die Olympiamannschaft nahm 1968, 1980 (als Ersatz für Ägypten), 1988, 1996 (Olympiasieger), 2000 (Viertelfinale) und 2008 (Zweiter) teil. 1976 boykottierte Nigeria nach der erfolgreichen Qualifikation zusammen mit anderen afrikanischen Mannschaften die Spiele.

### Weltmeisterschaft
| Jahr | Gastgeberland  | Teilnahme bis …    | Letzte(r) Gegner                    | Ergebnis | Trainer            | Bemerkungen und Besonderheiten |
| ---- | -------------- | ------------------ | ----------------------------------- | -------- | ------------------ | --- |
| 1930 | Uruguay        | nicht teilgenommen |                                     |          |                    | Kein selbständiger Staat |
| 1934 | Italien        | nicht teilgenommen |                                     |          |                    | Kein selbständiger Staat |
| 1938 | Frankreich     | nicht teilgenommen |                                     |          |                    | Kein selbständiger Staat |
| 1950 | Brasilien      | nicht teilgenommen |                                     |          |                    | Kein selbständiger Staat |
| 1954 | Schweiz        | nicht teilgenommen |                                     |          |                    | Kein selbständiger Staat |
| 1958 | Schweden       | nicht teilgenommen |                                     |          |                    | Kein selbständiger Staat |
| 1962 | Chile          | nicht qualifiziert |                                     |          |                    | In der Qualifikation an Ghana gescheitert, das sich aber ebenfalls nicht qualifizieren konnte. |
| 1966 | England        | zurückgezogen      |                                     |          |                    | Alle 15 afrikanischen Mannschaften zogen sich aus der Qualifikation zurück, da die FIFA den Mannschaften aus Afrika, Asien und Ozeanien nur einen Endrundenplatz zugestand. |
| 1970 | Mexiko         | nicht qualifiziert |                                     |          |                    | In der Qualifikation in der Endrunde an Marokko gescheitert. |
| 1974 | Deutschland    | nicht qualifiziert |                                     |          |                    | In der Qualifikation in der 2. Runde erneut an Ghana gescheitert, das sich aber ebenfalls wieder nicht qualifizieren konnte. |
| 1978 | Argentinien    | nicht qualifiziert |                                     |          |                    | In der Qualifikation in der 4. Runde an Tunesien gescheitert. |
| 1982 | Spanien        | nicht qualifiziert |                                     |          |                    | In der Qualifikation in der 4. Runde an Algerien gescheitert. |
| 1986 | Mexiko         | nicht qualifiziert |                                     |          |                    | In der Qualifikation im Halbfinale erneut an Tunesien gescheitert, das sich aber ebenfalls nicht qualifizieren konnte. |
| 1990 | Italien        | nicht qualifiziert |                                     |          |                    | In der Qualifikation in der 2. Runde an Kamerun gescheitert. |
| 1994 | USA            | Achtelfinale       | Italien                             | 9.       | Clemens Westerhof  | Niederlage in der Verlängerung |
| 1998 | Frankreich     | Achtelfinale       | Dänemark                            | 12.      | Bora Milutinović   | |
| 2002 | Südkorea/Japan | Vorrunde           | Argentinien, Schweden, England      | 27.      | Adegboye Onigbinde | Als Gruppenletzter ausgeschieden |
| 2006 | Deutschland    | nicht qualifiziert |                                     |          |                    | In der Qualifikation in der 2. Runde an Angola gescheitert. |
| 2010 | Südafrika      | Vorrunde           | Argentinien, Griechenland, Südkorea | 27.      | Lars Lagerbäck     | Als Gruppenletzter ausgeschieden |
| 2014 | Brasilien      | Achtelfinale       | Frankreich                          | 16.      | Stephen Keshi      | In der Qualifikation traf Nigeria zunächst auf Malawi, Kenia und Namibia. Durch einen 2:0-Sieg am letzten Spieltag gegen den direkten Konkurrenten Malawi um den Gruppensieg, sicherte sich Nigeria einen Platz in der letzten Qualifikationsrunde, in der sich Nigeria gegen Äthiopien als erste afrikanische Mannschaft für die WM 2014 qualifizieren konnte. In der Gruppenphase der Endrunde traf Nigeria wie schon 1994, 2002 und 2010 auf Argentinien sowie erstmals bei einer WM auf Bosnien-Herzegowina und den Iran. |
| 2018 | Russland       | Vorrunde           | Kroatien, Island, Argentinien       |          | Gernot Rohr        | In der Qualifikation konnte sich Nigeria in der zweiten Runde gegen Swasiland und dann in der dritten Runde gegen Algerien, Kamerun und Sambia durchsetzen. Bei der WM in Russland verlor die Mannschaft zum Auftakt gegen Kroatien. Anschließend erhielt man sich mit einem 2:0 gegen Island alle Chancen aufs Achtelfinale. Im letzten Gruppenspiel gegen Argentinien kostete ein Gegentreffer in der 86. Minute die Super Eagles das Weiterkommen.                                                                         |
| 2022 | Katar          | nicht qualifiziert |                                     |          |                    | In der 3. Qualifikationsrunde aufgrund der Auswärtstorregel an Ghana gescheitert. |

### Afrikameisterschaft
| 1957 im Sudan                      | keine Teilnahme                     |
| 1959 in Ägypten                    | keine Teilnahme                     |
| 1962 in Äthiopien                  | zurückgezogen                       |
| 1963 in Ghana                      | Vorrunde                            |
| 1965 in Tunesien                   | keine Teilnahme                     |
| 1968 in Äthiopien                  | nicht qualifiziert                  |
| 1970 in Sudan                      | zurückgezogen                       |
| 1972 in Kamerun                    | nicht qualifiziert                  |
| 1974 in Ägypten                    | nicht qualifiziert                  |
| 1976 in Äthiopien                  | 3. Platz                            |
| 1978 in Ghana                      | 3. Platz                            |
| 1980 in Nigeria                    | Afrikameister                       |
| 1982 in Libyen                     | Vorrunde                            |
| 1984 in der Elfenbeinküste         | 2. Platz                            |
| 1986 in Ägypten                    | nicht qualifiziert                  |
| 1988 in Marokko                    | 2. Platz                            |
| 1990 in Algerien                   | 2. Platz                            |
| 1992 im Senegal                    | Viertelfinale                       |
| 1994 in Tunesien                   | Afrikameister                       |
| 1996 in Südafrika                  | zurückgezogen                       |
| 1998 in Burkina Faso               | nicht zugelassen wegen Rückzug 1996 |
| 2000 in Ghana/Nigeria              | 2. Platz                            |
| 2002 in Mali                       | 3. Platz                            |
| 2004 in Tunesien                   | 3. Platz                            |
| 2006 in Ägypten                    | 3. Platz                            |
| 2008 in Ghana                      | Viertelfinale                       |
| 2010 in Angola                     | 3. Platz                            |
| 2012 in Gabun und Äquatorialguinea | nicht qualifiziert                  |
| 2013 in Südafrika                  | Afrikameister                       |
| 2015 in Äquatorialguinea           | nicht qualifiziert                  |
| 2017 in Gabun                      | nicht qualifiziert                  |
| 2019 in Ägypten                    | 3. Platz                            |
| 2022 in Kamerun                    | Achtelfinale                        |
| 2024 in der Elfenbeinküste         | 2. Platz                            |
| 2025 in Marokko                    | qualifiziert                        |

### Afrikanische Nationenmeisterschaft
Bei dieser Meisterschaft sind nur Spieler spielberechtigt, die in den nationalen Meisterschaften ihrer Heimatländer spielen. Die Spiele werden von der FIFA als Freundschaftsspiele, wie z. B. 2014, oder nicht gezählt.
- 2009: nicht qualifiziert
- 2011: nicht qualifiziert
- 2014: Dritter
- 2016: Vorrunde
- 2018: Zweiter
- 2021: nicht qualifiziert
- 2023: nicht qualifiziert
- 2025:  qualifiziert

## Rekordspieler
(Stand:  18. November 2024)
| Spiele  | Spieler              | Position   | Zeitraum  | Tore | WM-Spiele | AC-Spiele |
| ------- | -------------------- | ---------- | --------- | ---- | --------- | --------- |
| 109     | Ahmed Musa           | Angriff    | 2010–     | 16   | 7         | 14        |
| 101     | Vincent Enyeama      | Tor        | 2002–2015 | 0    | 8         | 24        |
| 101     | Joseph Yobo          | Abwehr     | 2001–2014 | 7    | 10        | 29        |
| 90      | John Obi Mikel       | Mittelfeld | 2005–2019 | 6    | 7         | 22        |
| 86      | Nwankwo Kanu         | Angriff    | 1994–2011 | 13   | 6         | 27        |
| 86 (82) | Mudashiru Lawal      | Mittelfeld | 1975–1985 | 11   | 0         | 4         |
| 82      | Alex Iwobi           | Angriff    | 2015–     | 10   | 3         | 18        |
| 77      | Moses Simon          | Mittelfeld | 2015-     | 8    | 18        | 0         |
| 76      | William Troost-Ekong | Mittelfeld | 2015-     | 7    | 3         | 16        |
| 73      | Jay-Jay Okocha       | Mittelfeld | 1993–2006 | 14   | 9         | 22        |
| 69      | Kenneth Omeruo       | Abwehr     | 2013–     | 1    | 6         | 20        |
| 68 (56) | Stephen Keshi †      | Abwehr     | 1981–1994 | 9    | 1         | 16        |
| 66 (59) | Peter Rufai          | Tor        | 1991–1998 | 1    | 8         | 12        |
| 65      | Peter Odemwingie     | Angriff    | 2002–2014 | 11   | 6         | 16        |
| 62      | Finidi George        | Mittelfeld | 1991–2002 | 6    | 8         | 20        |
| 62 (58) | Rashidi Yekini †     | Angriff    | 1983–1998 | 37   | 8         | 24        |
| 61      | Elderson Echiéjilé   | Abwehr     | 2009–2018 | 3    | 2         | 10        |
| 59 (57) | Emmanuel Okala       | Tor        | 1972–1980 | 0    | 0         | 5         |

1. ↑  Inkl. Spiele und Tore in Qualifikationsspielen zu den Olympischen Spielen und bei den Olympischen Spielen, die von der FIFA nicht berücksichtigt werden. (Von der FIFA anerkannte Spiele und Tore in Klammern, wenn abweichend.)

| Tore    | Spieler          | Zeitraum  | Spiele  | WM-Tore | AC-Tore |
| ------- | ---------------- | --------- | ------- | ------- | ------- |
| 37      | Rashidi Yekini † | 1983–1998 | 62      | 1       | 13      |
| 23      | Victor Osimhen   | 2017–     | 38      |         | 1       |
| 22      | Segun Odegbami   | 1976–1981 | 47      |         | 6       |
| 21      | Yakubu Aiyegbeni | 2000–2012 | 58      | 1       | 4       |
| 19      | Ikechukwu Uche   | 2007–2014 | 46      |         | 0       |
| 18      | Obafemi Martins  | 2004–2013 | 42      | 0       | 3       |
| 17 (13) | Samson Siasia    | 1984–1998 | 49 (46) | 1       | 1       |
| 16      | Odion Ighalo     | 2015–     | 37      | 0       | 5       |
| 16      | Ahmed Musa       | 2010–     | 109     | 4       | 1       |
| 14      | Julius Aghahowa  | 2000–2007 | 31      | 1       | 6       |
| 14      | Asuqo Ekpe       | 1960–1965 | ?       |         | ?       |
| 14      | Jay-Jay Okocha   | 1993–2006 | 73      | 0       | 7       |
| 14      | Thompson Usiyen  | 1976–1981 | ?       |         | ?       |

1. ↑  Mit 5 Toren Torschützenkönig des Afrika-Cup 2019

## Weitere bekannte Spieler
- Sam Ibiam – der erste nigerianische Nationaltorhüter
- Victor Agali
- Yakubu Aiyegbeni
- Benedict Akwuegbu
- Daniel Amokachi
- Emmanuel Amunike
- Tijani Babangida
- Celestine Babayaro
- Emmanuel Emenike
- Victor Ikpeba
- Stephen Ayodele Makinwa
- Obinna Nwaneri
- Uche Okechukwu
- Victor Nsofor Obinna
- Chinedu Obasi
- Sunday Oliseh
- Ike Shorunmu
- John Utaka
- Taribo West
- Kelechi Iheanacho

## Länderspiele gegen deutschsprachige Fußballnationalmannschaften
|    | Datum      | Ort    | Heimmannschaft | Resultat | Gastmannschaft |
| -- | ---------- | ------ | -------------- | -------- | -------------- |
| 1. | 22.04.1998 | Köln   | Deutschland    | 1:0      | Nigeria        |
| 2. | 20.11.2007 | Zürich | Schweiz        | 0:1      | Nigeria        |
| 3. | 27.05.2008 | Graz   | Österreich     | 1:1      | Nigeria        |

Bisher gab es kein Länderspiel gegen Luxemburg und Liechtenstein.

## Suspendierung und Auflösung
Die Confederation of African Football (CAF) schloss Nigeria für zwei Jahre aus, nachdem der nigerianische Militärdiktator Sani Abacha 1996 den Rückzug der Mannschaft von der Fußball-Afrikameisterschaft 1996 bewirkt hatte, weil Abacha von Nelson Mandela wegen Todesurteilen gegen politische Gegner kritisiert worden war. Nigeria konnte zwei Jahre lang nicht innerhalb der CAF spielen, wurde aber von der FIFA für die Qualifikation zur Fußball-Weltmeisterschaft 1998 in Frankreich zugelassen.
Am 30. Juni 2010 zog der nigerianische Präsident Goodluck Jonathan die nigerianische Fußballnationalmannschaft für zwei Jahre von allen internationalen Turnieren zurück und kündigte Umstrukturierungen des Verbandes NFF an, um eine neue Mannschaft in Ruhe aufbauen zu können. Solche Einmischungen der Politik in den Fußball haben auf Grundlage der FIFA-Statuten üblicherweise die Suspendierung des Verbandes zur Folge. Kurz vor Ablauf des FIFA-Ultimatums am 5. Juli 2010 nahm der nigerianische Präsident seine Sperre für die Nationalmannschaften und die Auflösung des Verbandes zurück.

## Sonstiges
- Am 1. Januar 1960 durfte Nigeria im Länderspiel gegen Ägypten erstmals nicht in den angestammten scharlachroten Trikots antreten. Die Nationalmannschaft spielte daraufhin in Grün. Trotz einer 0:3-Niederlage wurden aus den „Red Devils“ die „Green Eagles“ (heute „Super Eagles“).
- Zum 1. März 2007 hatte der ehemalige deutsche Bundestrainer Berti Vogts das Amt des Nationaltrainers übernommen. Als Assistent fungierte Thomas Häßler, als Torwarttrainer Uli Stein. Vogts war der vierte Deutsche, der die nigerianische Nationalmannschaft trainiert hatte, ihm waren Karl-Heinz Marotzke (1970–1971 sowie 1974), Gottlieb Göller (1981) und Manfred Hoener (1988–1989) vorausgegangen. Nach Querelen und dem Viertelfinal-Aus beim Afrika-Cup 2008 traten Berti Vogts und sein Trainerteam am 20. Februar 2008 zurück.
- Am 19. November 2008 bestritt Nigeria ein Länderspiel gegen Kolumbien, jedoch erhielt kein Torhüter mit Ausnahme von Austin Ejide ein Einreisevisum. So musste kurzerhand Ngemba Evans Obi vom SV Heimstetten II als Ersatztorhüter einspringen, da es aussichtslos erschien, für einen nicht in Europa tätigen Spieler noch ein Visum zu erhalten.